# Paracharilaus curvicollis
Paracharilaus curvicollis är en insektsart som först beskrevs av Heinrich Hugo Karny 1910.  Paracharilaus curvicollis ingår i släktet Paracharilaus och familjen Charilaidae. Inga underarter finns listade i Catalogue of Life.